# Adapei
L’Adapei (Association départementale de parents et d'amis des personnes handicapées mentales, anciennement Association départementale des amis et parents d'enfants inadaptés) est une association à but non lucratif française organisée en délégations départementales, avec une affiliation à l'Unapei. 
Elle œuvre dans le secteur de l'hébergement des personnes avec handicap mental et dans la gestion d'établissements et services d'accompagnement par le travail. Les Adapei sont apolitiques et non confessionnelles.

## Histoire
Les chercheurs Benoit Cret, Magali Robelet et Guillaume Jaubert ont étudié l'histoire de l'Adapei du département du Rhône entre 1945 et 2012, dans le cadre d'une analyse de la mise en place des associations gestionnaires du domaine du handicap en France.
L'Adapei du Rhône est créée en 1948 par un petit groupe de parents d'enfants présentant un handicap mental. Il ne s'agit pas initialement d'une association gestionnaire d'établissements, mais d'un regroupement de parents désireux de trouver des solutions pour leurs enfants. L'Adapei devient un opérateur gestionnaire d'établissements spécialisés dans le handicap mental en 1963. Les premiers établissements qu'elle ouvre sont des instituts médicoéducatifs et des Instituts médicoprofessionnels (ImPro). 
Son modèle repose alors sur une alliance entre parents et pédopsychiatres, situant d'emblée la nature de la solution à apporter aux enfants handicapés mentaux dans le domaine du soin. Avec « un pilier familial et un pilier médical », l'hébergement des enfants handicapés mentaux est initialement conçu comme un prolongement de leur vie familiale. Ce modèle est à la fois fortement imprégné des valeurs de la charité chrétienne et très médicalisé, des experts médicaux étant invités à intervenir dans les établissements eux-mêmes, à publier dans le bulletin de l'association, et à participer à des « causeries ». L'Adapei devient une association de parents alliée au ministère de la santé. D'après Cret et al., c'est historiquement une association « organisée en fonction des parents, pour les parents et par les parents. Les différents présidents, les membres du CA et du bureau sont tous parents d’enfants handicapés ». L'admission des enfants dans les établissements est décidée par un « conseil de gestion ». 
En 1953, constatant que les parents d'enfants légèrement handicapés n'adhèrent pas à l'association en raison de la désignation péjorative de l'enfant comme « retardé », les membres de l’association remplacent ce mot par celui « plus anodin et plus expressif d’inadapté ». C'est aussi à cette époque que l'association se lance dans des recrutements de parents à travers toutes les régions de France, pour les inciter à adhérer, à fonder leur propre délégation départementale et à ouvrir leurs propres établissements. Les levées de fonds auprès du grand public, typiquement des « opérations brioche », permettent de financer l'ouverture de nouveaux établissements. Ces levées de fond s'effectuent alors sans aucun appui des pouvoirs publics. 
En 1974, l'Adapei construit ses premiers centres d'aide par le travail (CAT, futurs ESAT). Cette création résulte des difficultés rencontrées par les parents d'adultes handicapés qui, ayant dépassé l'âge de 20 ans, ne sont plus considérés comme leurs ayant-droits et n'ont dont plus d'accès à la sécurité sociale : les CAT permettent de leur donner un statut de travailleurs, et donc une protection sociale. 
Le début des années 1970, notamment avec la loi d'orientation de 1975 qui créée les Commissions régionales des institutions sociales et médico-sociales (CRISMS), coïncide avec une marginalisation progressive des acteurs historiques de l'association. Il s'ensuit un processus de restructuration interne de l'ADAPEI et une bureaucratisation qui oppose peu à peu les intérêts des membres du bureau de l'association, de son conseil d'administration et de ses directeurs d'établissements à ceux des parents.
À partir des années 1980, le nouveau président élu à l'ADAPEI du Rhône s'entoure d'administrateurs issus de la « bourgeoisie de droite », qui négocient des financements reçus des pouvoirs publics et de banques, tout en valorisant « l'esprit d'entreprise ». Les références de plus en plus nombreuses au monde de l'entreprise signent une rupture définitive avec le modèle associatif d'origine. Le président a pour objectif, entre autres, que les CAT gérés par l'ADAPEI deviennent rentables, et déclare que « pour gagner de l’argent il fallait simplement botter le cul des salariés ». Dès lors, d'après Cret et al., les centres autrefois bénévoles se déplacent vers des centres salariés, les bénévoles étant marginalisés par les « parents-patrons ». Le militantisme associatif originel s'en trouve affaibli.

## Objectifs et organisation
L'Adapei est un acteur majeur de l'hébergement des personnes handicapées mentales, avec 56 établissements gérés et un budget d'environ 100 millions d'euros en 2011. 
- Apporter une aide concrète aux personnes souffrant de déficience intellectuelle ;
- Faciliter leurs possibilités d'éducation, et d'insertion sociale et professionnelle ;
- Soutenir les personnes handicapées et leurs familles : l'association aide et accompagne sans limite de durée les personnes en situation de handicap, notamment dans les établissements spécialisés où elles sont suivies.

## Délégations et affiliation
Les délégations sont affiliées à l'Unapei (Union nationale des associations de parents, de personnes handicapées mentales et de leurs amis (anciennement : Union nationale des associations de parents d'enfants inadaptés). Il existe des associations Adapei dans différents départements français,.

## Action locale
Au niveau départemental, les délégations effectuent un suivi régulier des actions entreprises et de la situation locale,